# Amadeiti

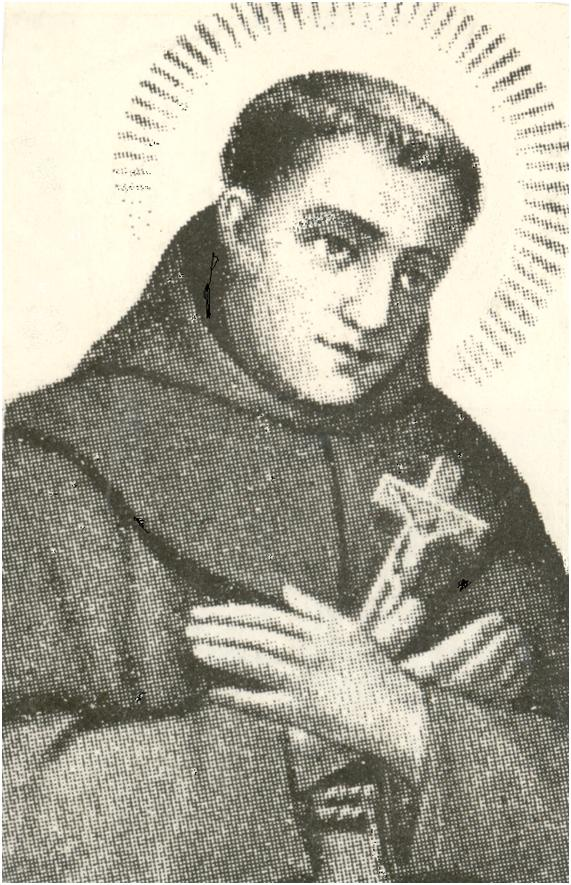
Amedeo da Silva, fondatore della congregazione

Gli amadeiti sono un'antica congregazione di francescani riformati: sorti nel 1464 a opera di Amedeo da Silva (da cui presero il nome) e approvati da papa Sisto IV nel 1472, vennero incorporati ai minori osservanti nel 1568.

## Storia
Vennero fondati nel 1464 da Amedeo da Silva (1420-1482) presso il convento di Santa Maria in Bressanoro a Castelleone, concessogli dal ministro generale dell'Ordine francescano su richiesta di Bianca Maria Visconti, duchessa di Milano.
La riforma di Amedeo si estese ad altri conventi che si organizzarono in custodia all'interno dell'ordine francescano ma, per le proteste di quanti temevano una divisione all'interno dell'ordine, papa Paolo II, con la bolla Inter caetera desiderabilia del 22 maggio 1470, dichiarò estinti gli amadeiti.
Il successore di Paolo II, papa Sisto IV, estimatore di Amedeo, chiamò il religioso a Roma e gli concesse il convento di San Pietro in Montorio: la congregazione venne ricostituita e approvata dal pontefice con la bolla Pastoris aeterni del 24 marzo 1472.
Con la bolla Ite et vos del 29 maggio 1517, papa Leone X li unì ai minori osservanti: i conventi amadeiti mantennero una certa autonomia fino al 23 gennaio 1568, quando papa Pio V, con la bolla Beati Christi salvatoris, li sottopose all'autorità dei ministri provinciali della regolare osservanza.